# ایشون، سنگاپور
ایشون، سنگاپور (به انگلیسی: Yishun) یک ناحیهٔ شهری در کشور سنگاپور است که در سرشماری سال ۲۰۱۰ میلادی، ۱۸۵٬۲۱۴ نفر جمعیت داشته‌است.